# Río Chilko
El río Chilko (del inglés: Chilco River) es un pequeño río de unos 75 km de la vertiente del Pacífico de Canadá, el principal afluente del río Chilcotin, a su vez afluente del río Fraser. El Chilko discurre en una zona casi despoblada por el distrito Chilcotin, por del Interior Central, en el sur de la Columbia Británica y drena parte de la meseta de Chilcotin, que se encuentra entre el río Fraser y las montañas Costeras.
El Chilko es el emisario del lago Chilko, que se encuentra en el parque provincial Ts'sl-os, y fluye generalmente en dirección noreste hasta unirse al Chilcotin en el pequeño parque provincial Bull Canyon. Su principal afluente es el río Taseko.
El Chilko es el principal afluente del río Chilcotin. De hecho, en la confluencia es varias veces más caudaloso que el Chilcotin. Es también la principal razón por el que la parte baja del Chilcotin sea muy limosa. El Chilko obtiene la mayor parte de su limo del río Taseko, que se le une algunos kilómetros por encima de la boca del Chilko. 

## Origen del nombre
El nombre deriva de un término de la lengua Chilcotin, Tŝilhqóx, que significa «río ocre». El nombre relacionado del río Chilcotin es el de la gente Tsilhqot'in, que significa «gente del río ocre».